# Gabriël Hicguet
Louis Gabriël Joseph Hicguet, né le 21 février 1866 à Saint-Servais (Belgique) et y décédé le 24 octobre 1935 fut un homme politique libéral belge.
Hicguet fut avocat, bourgmestre de Saint-Servais (Belgique), élu conseiller provincial de la province de Namur et sénateur des arrondissements de la province de Namur.

## Sources
- Liberaal Archief